# Петър Бошнаков
Петър Бошнаков е български революционер, деец на Вътрешната македоно-одринска революционна организация.

## Биография
Петър Бошнаков е роден през 1878 година в град Велес, тогава в Османската империя. В 1897 година е изключен от Солунската гимназия заради участието му в ученическия бунт. В 1898 година завършва с тринадесетия випуск Солунската българска мъжка гимназия. Започва да работи като учител. Присъединява се към ВМОРО. Докато учителства в Струмица, след разкрития на властите при Смилянската афера през 1900 година, е принуден да бяга от града. За кратко време е войвода в Радовишко през 1902 година. Заловен е от османските власти и лежи в Скопие, откъдето бяга и се установява в Кюстендил. Заболява тежко от туберколоза и се самоубива в Скопие през 1904 година. Автор е на брошурата „Българската пропаганда в Македония и Одринско“ (С., 1902).